# Império do Divino Espírito Santo da Piedade

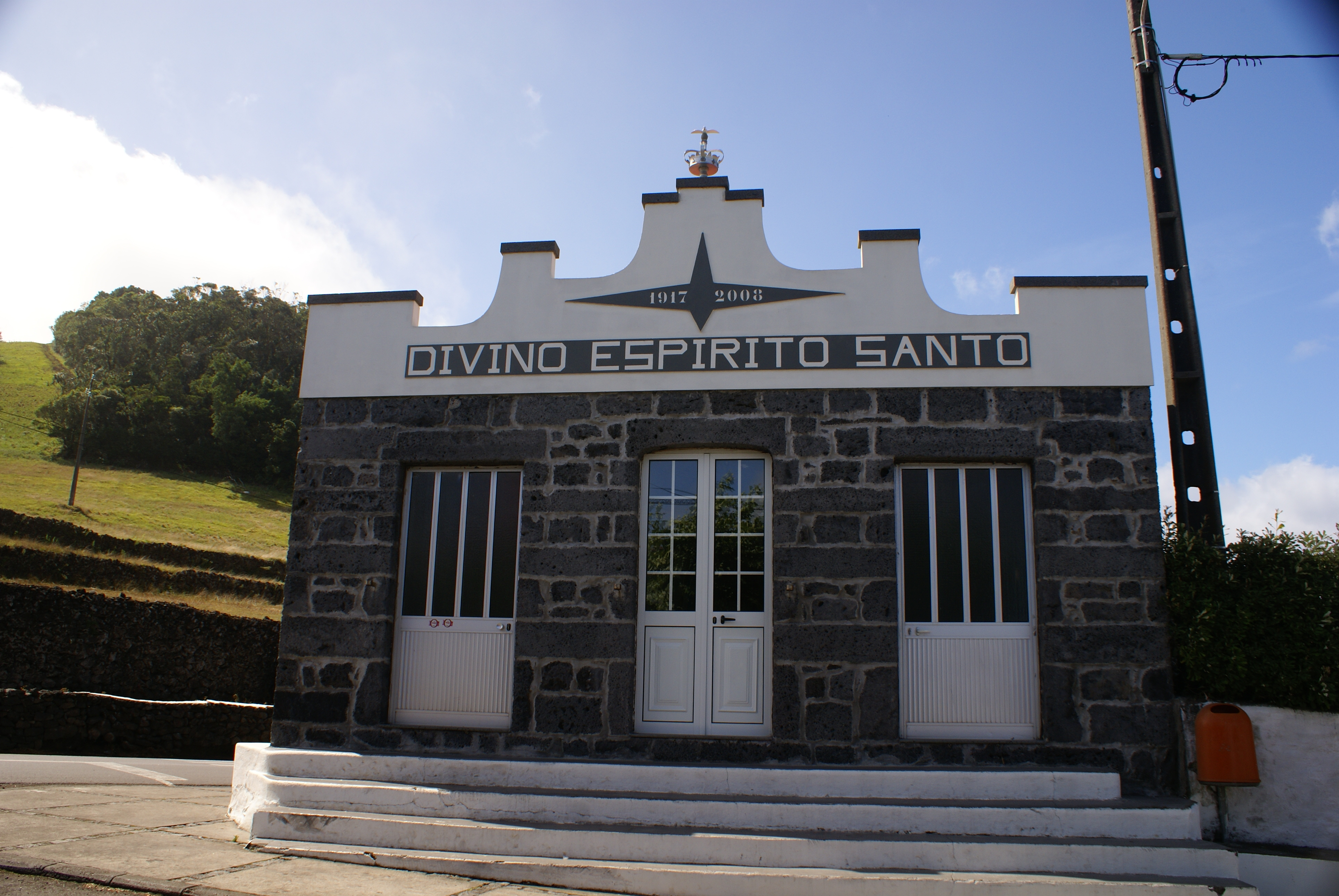
Império do Espírito Santo da Piedade.

O Império do Divino Espírito Santo da Piedade é um Império do Espírito Santo português que se localiza na freguesia da Piedade, concelho das Lajes do Pico, ilha do Pico, arquipélago dos Açores.
Este império do Divino foi construído no século XX, mais precisamente em 1917, data que ostenta na fachada.